# Udo Sylkret
Udo Sylkret, né le 24 avril 1958 à Flémalle (province de Liège), est un écrivain belge.

## Biographie
Udo Sylkret naît le 24 avril 1958 à Flémalle près de Liège. Il est issu d'un père polonais et d'une mère hollandaise . Il exerce différents métiers avant d'écrire : il travaille dans l'Horeca, comme tubiste dans une entreprise sidérurgique et peu avant 2009 dans le secteur des agences immobilières. En 2007, il publie Le Bal des rivières qui parle, entre autres choses, de la mini-série Les Galapiats.
Il publie le roman Le Mont des Brumes aux Éditions ISE en 2010.
En 2013, le réalisateur Johnny Erbi tourne le long métrage Une merveilleuse raison d’aimer…, une adaptation du premier volet de la trilogie Le Mont des Brumes.
En 2015, il sort Une merveilleuse raison d'aimer, le deuxième volet de l'adaptation en bande dessinée du roman Le Mont des Brumes dessiné par Jean-Marie Yans aux Éditions ISE.
Au travers de ses ouvrages, il fait partager son amour du terroir et de l'Ardenne Bleue.

### Ouvrages
- Amalor[6], roman, éditions de La Joyeuserie, 1999, 140 p. (OCLC 1400245711)
- D'ailes et d'émoi[7], Dampicourt, éditions de La Joyeuserie, 2000, 91 p. (OCLC 1400625223)
- Le Bal des rivières[2], Éditions ISE, 2e semestre 2007, 152 p..
- Le Mont des Brumes, roman, Éditions ISE, 2010, 422 p.

### Albums de bande dessinée
- 1. Dans les yeux de Marie, Éditions ISE, 2010
Scénario : Udo Sylkret - Dessin : Jean-Marie Yans - Couleurs : quadrichromie,Adapté du roman Le Mont des Brumes.
- 2. Une merveilleuse raison d'aimer, Éditions ISE, 2015
Scénario : Udo Sylkret - Dessin : Jean-Marie Yans - Couleurs : quadrichromie,Adapté du roman Le Mont des Brumes.

### Émissions de télévision
- Focus: Le Bal des rivières sur Qu4tre Liège Média,  5 novembre 2007.
- Stoumont : sortie du nouveau roman d'Udo Sylkret \Le Mont des Brumes \ sur VEDIA,  5 avril 2012.